# 影武者徳川家康
『影武者徳川家康』（かげむしゃとくがわいえやす）は、隆慶一郎作の時代小説。設定は同筆者の吉原御免状シリーズを下敷きにしており、徳川家康が実は関ヶ原の戦いで西軍により暗殺され、影武者と入れ替わっていたという内容。『静岡新聞』に1986年1月4日から1988年11月30日にかけて連載され、1989年新潮社から上下巻で刊行された。1993年、上中下の全3巻で文庫化。
第8回日本冒険小説協会大賞特別賞を受賞した。
- 単行本
  - 上巻 1989年6月、ISBN 4-10-361804-3
  - 下巻 1989年6月、ISBN 4-10-361805-1

- 新潮文庫版
  - 上巻 1993年8月、ISBN 4-10-117415-6
  - 中巻 1993年8月、ISBN 4-10-117416-4
  - 下巻 1993年8月、ISBN 4-10-117417-2

その後、原哲夫によって漫画化され、また1998年にテレビドラマ化され、4月から6月までテレビ朝日系列で、また2014年1月2日に「新春ワイド時代劇」としてテレビ東京系列により放映された。

## 主な登場人物
世良田二郎三郎元信
主人公。諸国を流浪する「道々の者」である“ささら者”の子として生まれるが、幼少時に一族と無縁になり、願人坊主の酒井常光坊に銭五貫で買われた。長じて後は願人坊主の元から離れて世良田二郎三郎元信と名乗り、火縄銃を片手に戦場を駆ける野武士となった。三河をはじめ数々の一揆に傭兵として参戦し名を馳せ、特に天正4年（1576年）の摂津石山本願寺における織田軍との戦闘では織田信長を狙撃し負傷させたため「信長を撃った男」として有名になる。紆余曲折を経て後北条氏の下人となっていたところを本多弥八郎正信に発見され、以降十余年間、家康の影武者を務める。家康とは知識からものの考え方までも似ており、関ヶ原合戦の本戦に際して西軍の布いた鶴翼の陣を見分して「西軍の勝ち」という意味の分析をしたほど。後継者や権力を巡る争いの中で、秀忠や井伊直政、藤堂高虎らに命を狙われるも、「道々の者」として自由な世の中を作るべく、駿府政権の長として大御所政治を推進し、島左近や六郎とともに秀忠と戦う。
漫画版においては、伊勢長島一向一揆で戦死した信長の親族は、全て二郎三郎が射殺したと描かれている（織田秀成については、鉄砲に討たれたのは史実であるが、無論世良田二郎三郎が撃ったわけではない）。また家康ともども痩身の美男子として描かれ、小説の描写とは大きく違っている（後に描かれた『SAKON（左近） -戦国風雲録-』においては、小説の描写に近くなっている）。
お梶の方
徳川家康側室、絶世の美女。関ヶ原合戦後に側室の中で一番先に影武者に会い、徳川家康が死んだことを二郎三郎から伝えられる。極めて勝ち気で聡明だが、それ以上に愛情深く責任感の強い女性。後は二郎三郎に最も愛され、彼女もまた彼を深く愛し、実質的な妻として阿茶の局と共に奥を取りまとめる。
徳川家康
関ヶ原合戦の東軍総大将。本作では合戦の開始直後に暗殺される。漫画版では平和の希求者としての描写が多いが、後継ぎとして期待していた松平信康以外の子に対しては冷淡で、それが作中における秀忠との対立の遠因ともなっている。
甲斐の六郎
島左近勝猛に仕える武田忍びの裔。左近の命をうけ、関ヶ原の合戦開始直後に徳川家康を暗殺。その後は二郎三郎に仕えて忍びの指揮を任される。本物と影武者の違いを爪を噛む癖から見極める、風魔小太郎の正体を見破るなど明晰な頭脳も兼ね備えている。左腕を失ってからは、金縛りの術も使うようになった（元々左近に仕えていた時代に習得していたが、左腕が健在の時にはほとんど使っていなかった）。おふうの夫。
島左近
石田三成の参謀にして石田軍随一の猛将。甲斐の六郎に徳川家康暗殺を命じた。関ヶ原合戦の敗北後、甲斐の六郎と供に京に落ち延びる。六郎を通じて二郎三郎の心意を知り、陰ながら協力することを決断。やがて増上寺で二郎三郎と対面するが、柳生宗矩にその存在を知られてしまう。本作では「島左近」「島左近勝猛」と名乗り、勇猛にして知略に優れ、情け深い軍師役であり、同時に莫逆の友の1人として二郎三郎を支える。
ある意味大雑把な人物で、年齢は「座りが良い」と言って40としている（史実では家康より3歳上で60過ぎ）。普段は信じられないほど若々しいが、三成の最期を見届けたあと熱を出して寝込んだ際には実年齢通りの姿を見せた。
石田三成
西軍の大将。捕縛後に二郎三郎と対面。この時の徳川家康が影武者だと知っており、対面時に豊臣秀頼の今後を託す。
本多弥八郎正信
三河一向一揆の際に世良田二郎三郎と出会い、家康の影武者とするために行動を共にする。その後一旦袂を分かつが、後北条氏の下人になっていた二郎三郎を京で発見し、本多忠勝を通して徳川家康の影武者にさせた。関ヶ原後は政治の中枢で徳川家安泰のために働く。二郎三郎の過去を知る数少ない人物であり、家康・二郎三郎双方の莫逆の友でもある。また本作では二郎三郎と同様、織田信長に敵意を抱いていたことから、いわゆる伊賀越えの途中で漸く家康の元へ戻った。そして、この大難を切り抜けた立役者になっている。大御所政治開始後は、江戸に常駐して秀忠と二郎三郎の交渉窓口となった。秀忠の愚行を度々諌め、二郎三郎にとりなすことが多い。
本多正純
正信の子。世良田二郎三郎が見込んで育てている若手官僚。二郎三郎が影武者であることを父・正信から聞かされており、二郎三郎に忠実に仕える。
本多忠勝
関ヶ原合戦時に徳川家の武将で唯一、徳川家康の死を知っていた人物。影武者を補佐して合戦を勝利に導く。家康の死を秀忠、本多正信、井伊直政、榊原康政に伝え、引き続き二郎三郎を家康の代役としていくことを決定した。合戦中やお梶の方説得の過程で二郎三郎の能力に気付き、高く買っている。大御所政治では桑名藩主を務め、同姓の正信ともども二郎三郎について秀忠に反抗した。
おふう
お梶の方付の女忍者で、風魔忍軍の頭領小太郎の実娘。二郎三郎の命で小太郎の下へ向かう六郎を案内し、その道中で契りを結び夫婦になる。七郎出産後、自ら養育するため六郎と別れ、里に残った。垂れ目のおかめ顔で、美人とはいえないらしいが、肉感的な女性として描かれる。漫画版では美女とされ、左近には出会って早々に口説かれた。
風魔小太郎
箱根山一帯に勢力を持つ関東忍衆「風魔衆」の頭領。伝承と異なり小男で優しい風貌の持ち主。二郎三郎護衛のために風魔衆を指揮し奔走する。二郎三郎・左近との増上寺での3者面談で両者を気に入り、莫逆の友となった。おふうの実父で、風斎の子。六郎を「婿殿」と呼ぶ。
風斎
おふうに案内されて風魔衆に会いに行く六郎の腕前を試し、六郎を認める。引退したとはいえ実力は壮者を遥かに凌ぎ、おふうの戦線離脱後は六郎の背を守る。おふうの祖父で、小太郎の父。先代風魔小太郎。なお、漫画『SAKON（左近） -戦国風雲録-』では、島左近に風魔一族に伝来する白雷という名刀を渡した。
徳川秀忠
家康の三男で嫡男。関ヶ原に遅参するという大失態を犯すが、家康の死によって救われた形になった。権力を手中におさめるべく柳生忍軍を使って二郎三郎と対立する。本作においては、普段は猫を被っているものの支配欲に満ち、英雄である父・家康（ひいては二郎三郎）を憎む凡人。二郎三郎が目指す自由な世の中を度々妨害しようと、配下の柳生宗矩ともども卑怯な手を使って邪魔者を排除しようと企む歪んだ性格の持ち主であり、何をしでかすかわからない危険な人物として描かれている。
松平忠輝
家康の六男。本作では武芸や語学の才に恵まれ、キリシタンにも造詣が深い国際人として描かれている。二郎三郎に能力を買われている人物で、秀忠とは敵対する。豊臣秀頼とは義兄弟の契りを交わし、不戦の誓いを立てた。妻は伊達政宗の娘の五郎八姫。
徳川義直
家康の死後に生まれた九男。家康最後の実子であり、幼名は五郎太丸。二郎三郎自身の子である徳川頼宣・徳川頼房と共に、彼が手塩にかけて育て、後に尾張藩を与えられる。妻は浅野幸長の娘。
柳生宗矩
徳川秀忠の腹心であり、秀忠の直臣では唯一家康の死を知る人物。若くして柳生の里を離れ、放浪の末に秀忠へ仕官する。本作では秀忠のために柳生忍軍を巧みに操る小才子、悪役として描かれ、剣豪としての能力も史実に比べて低く描かれている。
漫画版では関ヶ原への「柳生家として正式な参陣」を、父である石舟斎に認められなかったこともあって「父親が嫌い」と言う点でも秀忠とは意気投合している。
柳生兵庫助
柳生宗矩の甥。熊本藩士だったが一揆鎮圧時に幼児を含む民衆を殺害せざるを得なかったことに苦悩し、脱藩した正義漢。柳生宗矩が柳生藩士たちを組織して二郎三郎暗殺団を作り、駿府で暗殺を決行せんとした時、行方に立ちふさがり「なぜ若殿がここに！」と驚愕する暗殺団をことごとく斬った。その後は島左近の娘・お珠を妻とし、尾張藩で義直を守った。
お珠
左近の末娘。関ヶ原の合戦後は各地を放浪し、左近と懇意にしている武蔵屋伊兵衛の元にいた。感情が欠落したかような抑揚がない性格だったが、柳生兵庫助に出会い、互いに一目惚れをする。
藤堂高虎
伊勢津藩主（伊賀も領地とする）。秀忠からの信頼をなくした柳生宗矩に代わり、伊賀忍者を使って家康（実は二郎三郎。高虎は正体を知らず、親子の権力争いと見て秀忠に協力した）と豊臣秀頼の二条城会見を妨害を試みる。それでいながら会見の席に何食わぬ顔で出席し、失敗後も呆れ返るばかりの平身低頭ぶりを見せる表裏比興の食わせ者である。
豊臣秀頼
豊臣家当主。本作では年齢に見合わないほどの偉丈夫で、明晰な頭脳を持つが、それゆえに豊臣家の行く末を予見し諦念してしまった若者として描かれている。大坂夏の陣に際しては、助命を自ら拒む。
ルイス・ソテーロ
フランシスコ会宣教師。貿易問題にまつわる諸外国の軋轢に乗じて、渡りの忍びである青蛙の藤左を通して二郎三郎に接触する。西洋人らしからぬ短身、短足の肥満した体躯で、総体のシルエットが二郎三郎と瓜二つである。清貧を尊ぶ熱心なフランシスコ会士であり、人間的魅力にあふれているが、一方で冷徹な現実家であり、強引で大ぼら吹き、権謀術策も躊躇わぬ食えない男と評価されている。外国人ながら、二郎三郎と秀忠の対立や秀頼を取り込もうとする二郎三郎の意図まで見抜き、かつまた五郎八姫をキリシタンにして忠輝を自らの協力者に仕立て上げる。
青蛙の藤左
かつて豊臣秀次に仕えていた忍び。六郎の師匠だった時期もある。秀次失脚で生きる目的を失い、秀吉暗殺に道を求めるも失敗。屈辱のために両手足の指を切断され、以後世捨て人となっていた。後に日本二十六聖人となるキリシタンに治療を受け、彼らの精神と殉教に感得してキリシタンとなる。生きた青蛙が好物。

## 漫画版
『影武者徳川家康』のタイトルで、會川昇による脚本（第4巻まで）のもと、1994年12号から1995年13号まで『週刊少年ジャンプ』で連載された。その後、アレンジを加えて主人公を変更した『SAKON（左近） -戦国風雲録-』が、1997年から2000年まで『月刊少年ジャンプ』で連載された。
『影武者徳川家康』と『SAKON』、同じく原作：隆慶一郎・作画：原哲夫の『花の慶次』の3作では家康の容貌に極端な違いがあり、肖像画とも異なる容貌が話題となった。
- ジャンプ・コミックス版
  - 1巻 1994年7月9日
  - 2巻 1994年9月7日
  - 3巻 1994年11月9日
  - 4巻 1995年2月8日
  - 5巻 1995年5月16日
  - 6巻 1995年7月9日

### 漫画版のみの登場人物
門奈助左衛門
徳川家康の小姓。徳川家康暗殺を目撃する（小説版でも若干の記述あり）。
すり
屯田兵で口取り。徳川家康暗殺を目撃する。口止めのため、二郎三郎の近侍として留め置かれる。生まれたばかりの孫がおり、孫に会うために二郎三郎らの手引きによって城を出るが、秀忠の放った刺客に殺される。
柳生八虎
柳生新陰流。石田三成処刑の際に登場した島左近を討ち取るべく、左近に挑むが、一太刀で斬られた。漫画『SAKON（左近） -戦国風雲録-』にのみ登場。
羅刹七人衆
島左近打倒のために徳川秀忠が呼び寄せた忍。山中鹿之助の元家臣で、尼子氏滅亡のきっかけを作った豊臣家に復讐するために登場した。鷹麻呂、天鬼坊、烏丸、猿羅、幻霧斎、月羆、紅 時之丞の7名がいる。漫画『SAKON（左近） -戦国風雲録-』にのみ登場。

## テレビドラマ

### 1998年のテレビドラマ
1998年、テレビ朝日で放送。

#### スタッフ（1998年版）
- 原作 隆慶一郎（池田一朗）
- 脚色 柴英三郎(3)-(6.8.9)ほか
- プロデューサー 勝田康三、橋本新一、杉本直幸、矢後義和、塙淳一、川田方寿
- 企画協力 飯島博
- 監督 関本郁夫(3.4)、上杉尚祺(5.6)、松尾昭典(8)、工藤栄一(9)ほか
- 助監督・比嘉一郎、平田博志
- 制作 東映、テレビ朝日
- 音楽 甲斐正人
- 撮影 井口勇、水巻祐介

#### キャスト（1998年版）
- 徳川家康 / 世良田二郎三郎：高橋英樹
- 甲斐の六郎：片岡鶴太郎
- お梶の方：片平なぎさ
- お茶阿の方：深浦加奈子
- お万の方：石井亜可理
- 徳川秀忠：市川右近
- 崇源院：泉知奈津
- 柳生宗矩：萩原流行
- 柳生利厳：土門廣
- 柳生宗厳：寺下貞信
- 本多正信：名古屋章
- 本多正純：醍醐貢正
- 本多忠勝：横内正
- 島左近：寺田農
- 島阿勝：山本香織
- 伊達政宗：磯部勉
- おふう：細川ふみえ
- 風魔小太郎：うえだ峻
- 風魔風斎：三谷昇
- 甲斐の飛助：江藤漢
- 大久保長安：火野正平
- 豊臣秀頼：石野理央→青井敏之
- 千姫：内泉朱賀→高樹まりあ
- 石田三成：堀内正美
- 淀殿：一色采子
- 真田幸村：伊藤敏八
- 大野治長：中嶋俊一
- 北政所：大塚道子
- 松平忠輝：鈴木浩介
- 五郎八姫：竹本聡子
- 榊原康政：大木晤郎
- 服部半蔵：関根大学
- 猿飛佐助：土井健守
- 小早川秀秋：太田雅之
- 高山右近：中原丈雄
- 加藤清正：山口嘉三
- 浅野幸長：秋間登
- 片桐且元：五王四郎
- 福島正則：藤沢徹夫
- 坂崎直盛：武井三二
- 花井吉成：白井滋郎
- 支倉六右衛門：伊庭剛
- 土御門久脩：中田浩二
- ソテーロ：マクシミリアン・フォン・シュラー
- 東雲之助：有沢妃呂子
- くぐつのアカネ：山野さゆり
- 青蛙の藤左：中田博久
- ナレーター：津嘉山正種

#### サブタイトル（1998年版）
1. 家康、関ヶ原に死す
2. 秀忠の反撃! 暗殺指令
3. 脅迫! 側室お茶阿の方
4. 風魔一族対柳生軍団
5. 反逆児忠輝と母の秘密
6. 忠輝を将軍に! 怪物長安の野望
7. 秀頼暗殺! 徳川の豊臣つぶし
8. 大坂城! 戦雲のきざし
9. 決戦! 大坂城炎上
10. 最後の激突! 二郎三郎対秀忠

### 2014年のテレビドラマ
テレビ東京開局50周年記念特別番組。2014年「新春ワイド時代劇」として1月2日に放送。

#### スタッフ（2014年版）
- 原作：隆慶一郎
- 脚本：田村惠
- 監督：重光亨彦
- 音楽：遠藤浩二
- 主題歌：平原綾香『What I am -未来の私へ-』
- 殺陣：宇仁貫三
- アクション：東映剣会、ジャパンアクションエンタープライズ
- VFX&CG：クロフネプロダクト、ワオ・コーポレーション、コーンフレークス
- 技術協力：IMAGICAウェスト
- プロデュース：佐々木彰、山鹿達也、佐々木淳一、足立弘平、西麻美
- 製作協力：松竹撮影所
- 製作：テレビ東京、松竹

#### キャスト（2014年版）
- 徳川家康 / 世良田二郎三郎：西田敏行 主演
- お梶の方：観月ありさ 主演
- 島左近：高橋英樹[注 1] 主演
- 徳川秀忠：山本耕史
- 石田三成：及川光博
- 甲斐の六郎：高橋光臣
- おふう：谷村美月
- 本多忠勝：柴俊夫
- 門奈助左衛門：石倉三郎
- 井伊直政：勝野洋
- 榊原康政：寺田農[注 2]
- 真田幸村：山田純大
- 真田信尹：栗塚旭[注 3]
- 本多正純：猪野学
- 松田三左衛門：高杉瑞穂
- 小早川秀秋：柄本時生
- 平岡頼勝：山上賢治
- 阿茶局：朱花
- お亀の方：白須慶子
- お万の方：葉月
- お夏の方：VANRI
- 片桐且元：吉見一豊
- 大蔵卿局：ひろみどり
- 大野治長：柴田善行
- 豊臣秀頼：髙地優吾（SixTONES）、幼少期：松永空[1]
- 千姫：寺下怜見[1]
- 於江の方：中山忍
- 結城秀康：前川泰之
- 松平忠吉：松田岳[1]
- 福島正則：辰巳琢郎
- 本多正信：目黒祐樹
- 風魔小太郎：榎木孝明
- 加藤清正：中村雅俊（特別出演）
- 柳生兵庫助：原田龍二
- 柳生宗矩：内藤剛志
- 淀君：名取裕子
- ナレーション：平野啓子

前年作までは約7時間枠で放映されたが、本作から5時間枠となる。
| テレビ東京 新春ワイド時代劇       | テレビ東京 新春ワイド時代劇 | テレビ東京 新春ワイド時代劇                      |
| 前番組                            | 番組名                      | 次番組                                           |
| --------------------------------- | --------------------------- | ------------------------------------------------ |
| 白虎隊〜敗れざる者たち （2013年） | 影武者徳川家康 （2014年）   | 大江戸捜査網2015〜隠密同心、悪を斬る! （2015年） |